# Pterostylis caulescens
Pterostylis caulescens är en orkidéart som beskrevs av Louis Otho Otto Williams. Pterostylis caulescens ingår i släktet Pterostylis och familjen orkidéer. Inga underarter finns listade i Catalogue of Life.